# Chlorophorus figuratus
Chlorophorus figuratus är en skalbaggsart som först beskrevs av Giovanni Antonio Scopoli 1763.  Chlorophorus figuratus ingår i släktet Chlorophorus och familjen långhorningar.
Artens utbredningsområde är:
- Luxemburg.
- Frankrike.
- Iran.
- Kazakstan.
- Portugal.
- Ukraina.

Arten har ej påträffats i Sverige. Inga underarter finns listade i Catalogue of Life.

## Bildgalleri

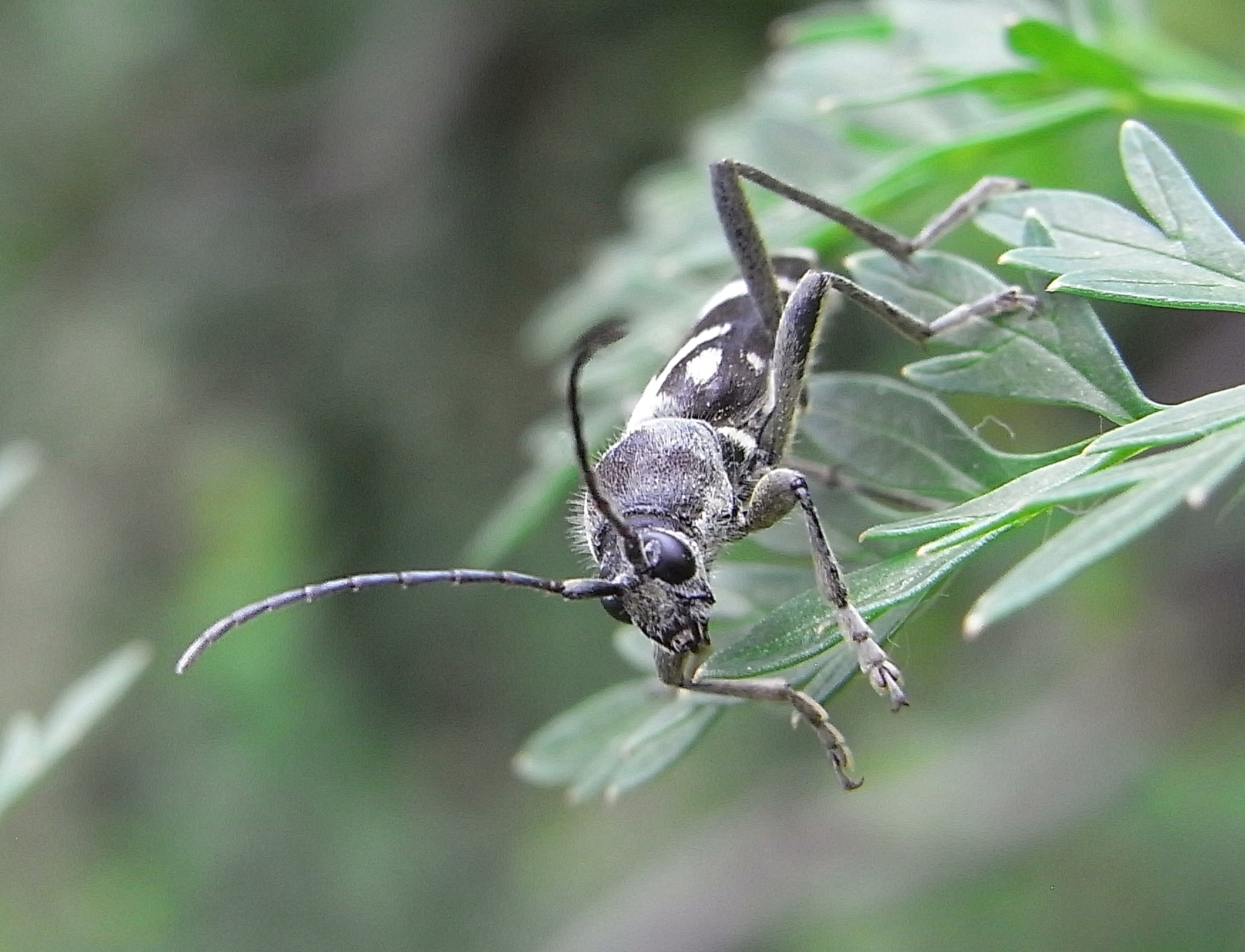
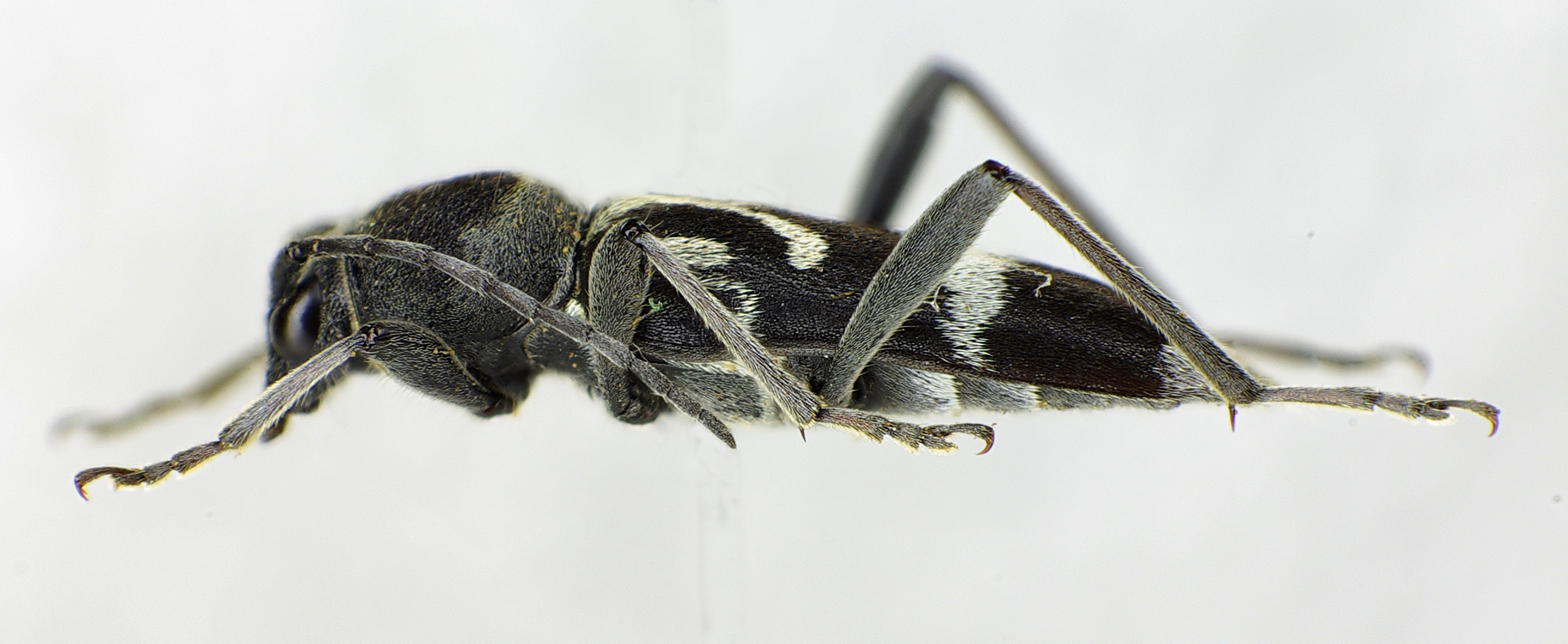
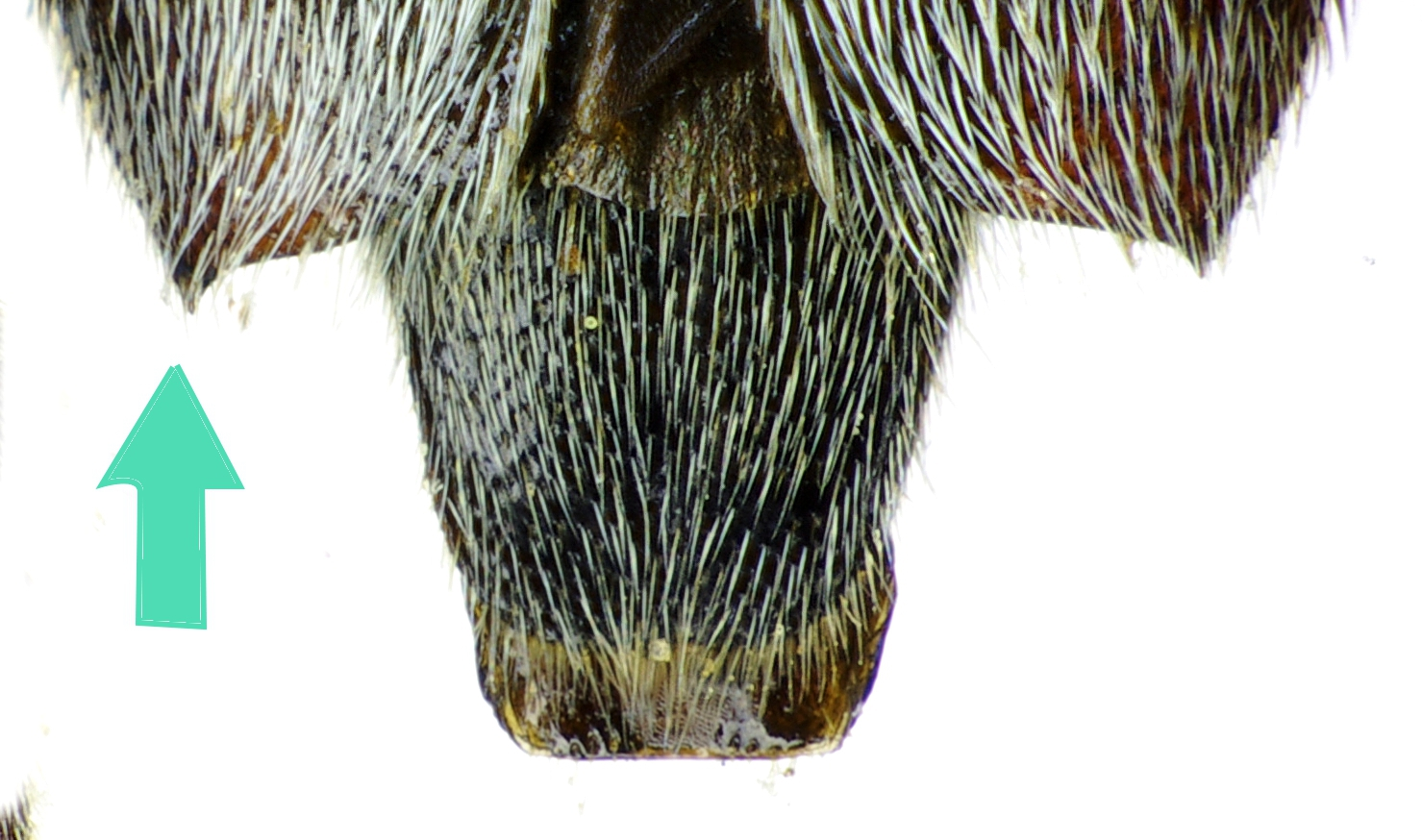